# Rychlá lékařská pomoc

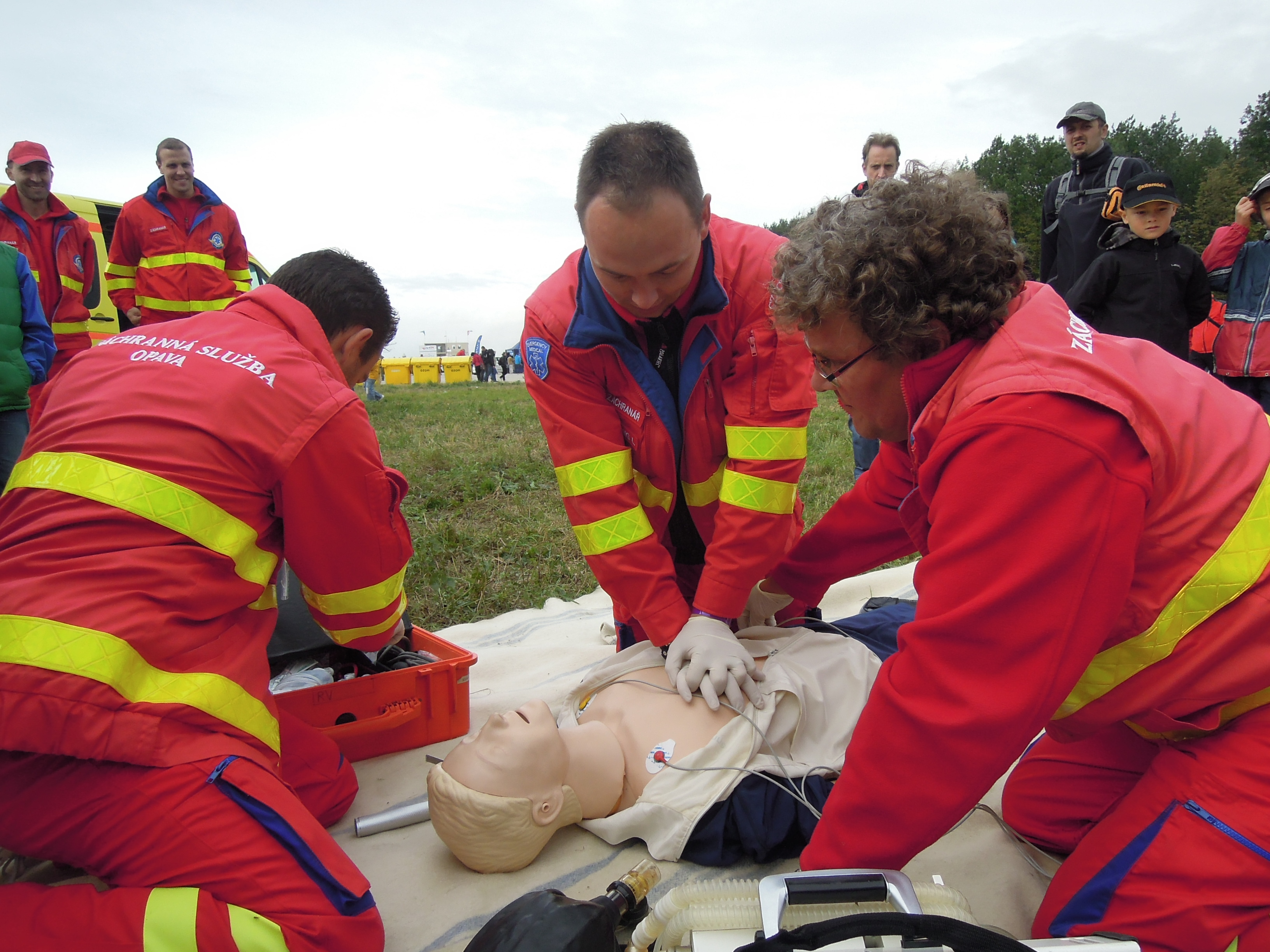
Záchranáři ve složení rychlá lékařská pomoc při kardiopulmonální resuscitaci

Rychlá lékařská pomoc (RLP) je typ výjezdové skupiny zdravotnické záchranné služby. Standardní výjezdová skupina rychlé lékařské pomoci pracuje ve tříčlenném složení, a to řidič-záchranář, zdravotnický záchranář a lékař. Výjezdová skupina rychlé lékařské pomoci v systému Rendez-Vous pracuje ve dvoučlenném složení, a to řidič-záchranář a lékař. Součástí skupiny RLP je vždy lékař.

## Historie

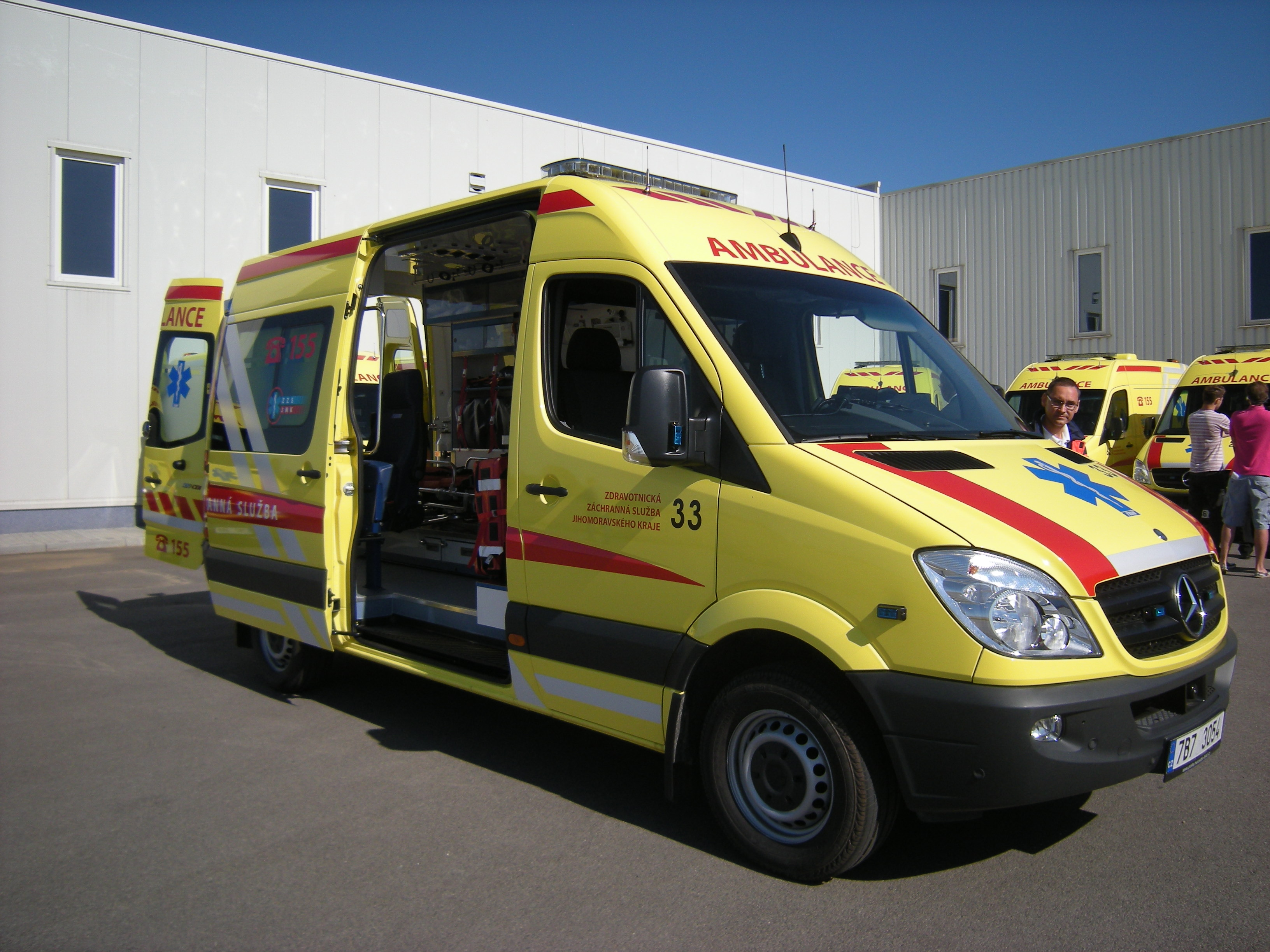
Sanitní vozidlo Zdravotnické záchranné služby Jihomoravského kraje určené pro výjezdové skupiny RLP a RZP

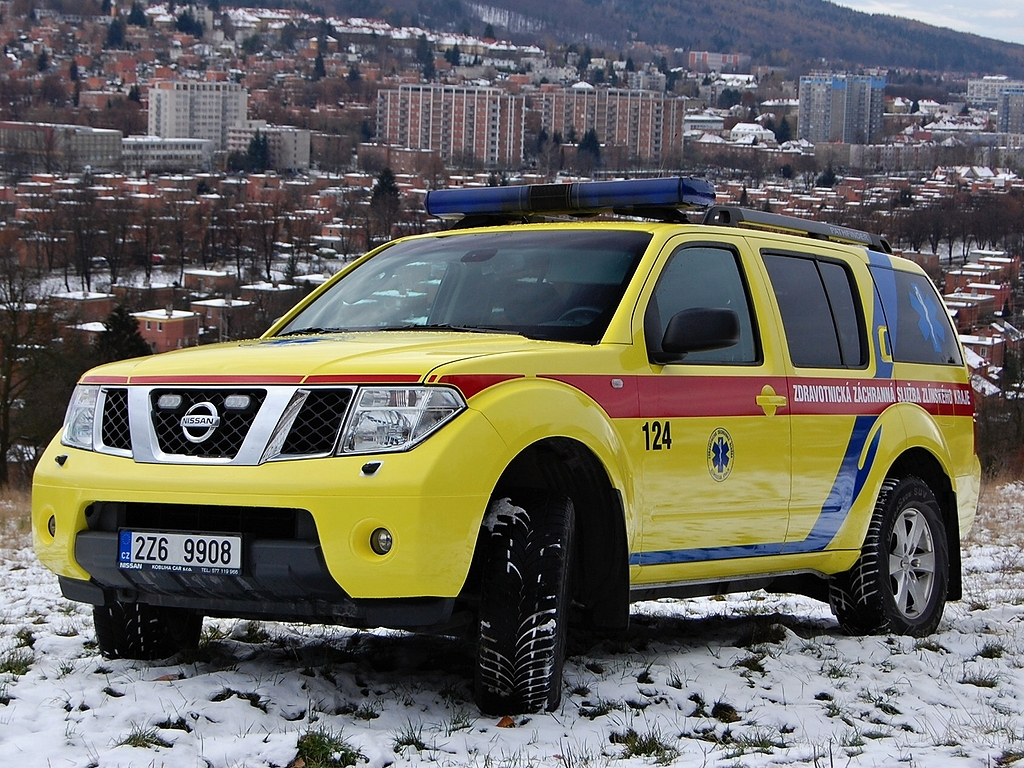
Sanitní vozidlo Nissan Pathfinder Zdravotnické záchranné služby Zlínského kraje určené pro výjezdové skupiny RLP v systému Rendez-Vous

Od roku 1974 začal v Československé socialistické republice vznikat systém záchranné služby. Důležitým pro rozvoj zdravotnické záchranné služby se stalo osamostatňování se anesteziologicko-resuscitačních oddělení od oddělení chirurgických. Na provozu záchranné služby se v pracovní době podíleli především lékaři z ARO nebo z traumatologie, mimo pracovní dobu i lékaři z ostatních nemocničních oddělení. V roce 1992 vydalo Ministerstvo zdravotnictví České republiky vyhlášku 434/1992 Sb. o zdravotnické záchranné službě, která definovala jak výjezdové skupiny rychlé lékařské pomoci, tak výjezdové skupiny rychlé zdravotnické pomoci. Od dubna 2012 je zajištění odborné přednemocniční neodkladné péče posádkami RLP upraveno zákonem 374/2011 Sb. o zdravotnické záchranné službě.

## Současnost

### Rychlá lékařská pomoc
Standardní výjezdová skupina rychlé lékařské pomoci pracuje ve tříčlenném složení, a to řidič-záchranář, zdravotnický záchranář a lékař. Výjezdové skupiny RLP používají k výjezdům standardní sanitní vozidla třídy B nebo C, která jsou totožná s vozidly používanými skupinami rychlé zdravotnické pomoci. V roce 2012 se v celorepublikovém průměru podílely posádky RLP na 35 % všech výjezdů zdravotnické záchranné služby (zahrnuty jsou také výjezdové skupiny rychlé lékařské pomoci v systému Rendez-Vous). V některých místech Česka, například v Praze nebo v Libereckém kraji, byl tento podíl pouze 20%. Nízký podíl zasahujících posádek s lékařem je dán především několikerou transformací zdravotnické záchranné služby a stále snižujícím se zájmem lékařů o práci ve zdravotnické záchranné službě. Velkou část indikací dokáží v současné době obsloužit výjezdové skupiny rychlé zdravotnické pomoci.

### Rychlá lékařská pomoc vsystému Rendez-Vous
Výjezdové skupiny rychlé lékařské pomoci v systému Rendez-Vous existují v Česku od roku 1987, kdy byl tento systém zaveden poprvé v Praze. Jedná se o typ výjezdové skupiny, jejíž součástí je řidič-záchranář a lékař, přičemž skupina nevyužívá standardní dodávkové sanitní vozidlo, ale osobní nebo SUV vozidlo. Takové vozidlo je vybaveno jako běžná sanitka, nedisponuje ale mobilizačním vybavením. Výjezdové skupiny RLP v systému RV tak nejsou schopny transportovat pacienta do zdravotnického zařízení a pracují téměř výhradně v součinnosti s výjezdovými skupinami rychlé zdravotnické pomoci. Běžně se takové skupiny neoznačují jako skupiny RLP, ale pouze jako skupiny RV.

## Galerie

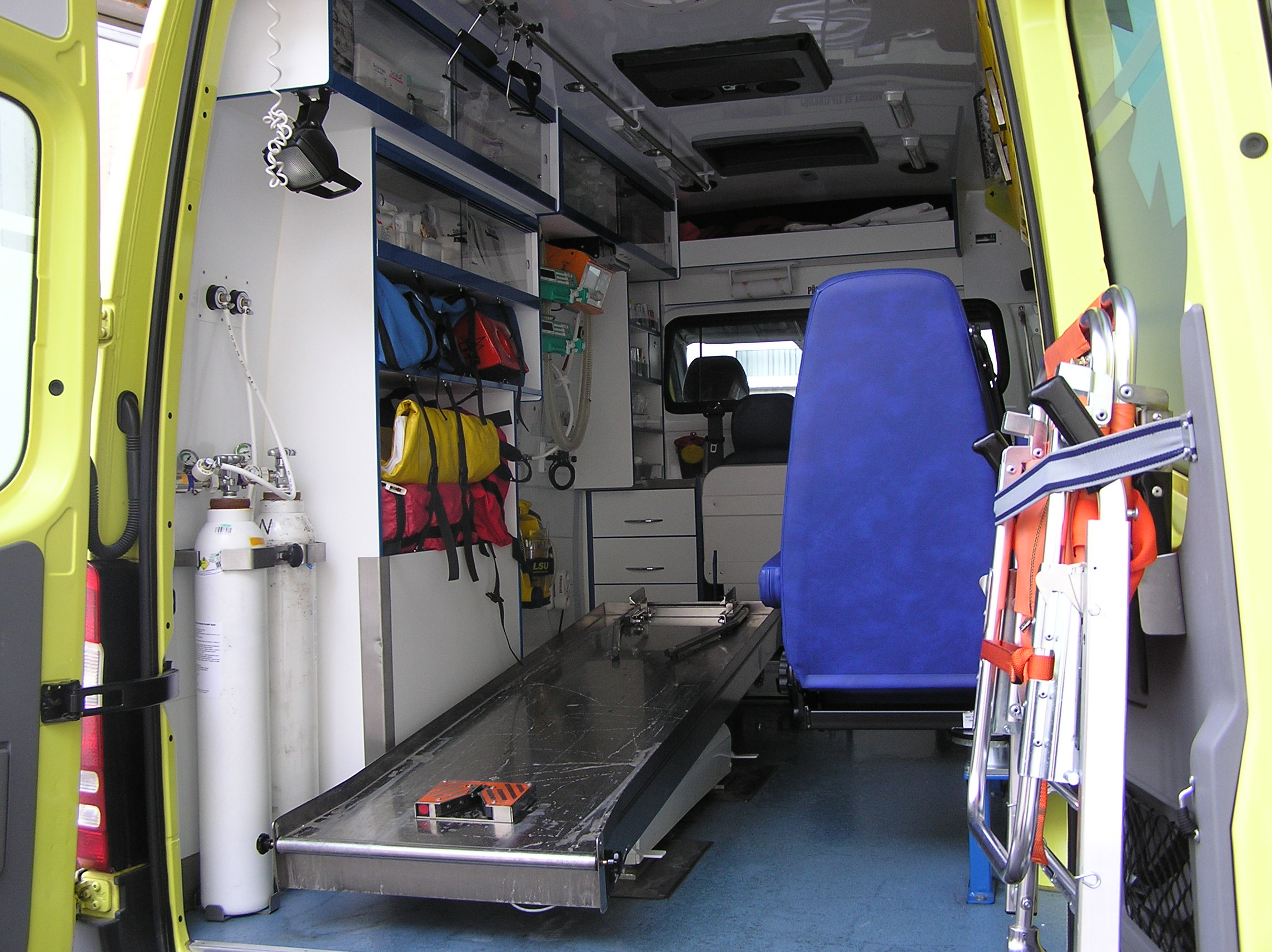
Vnitřní zástavba sanitního vozidla pro výjezdy v režimech RLP a RZP Zdravotnické záchranné služby Moravskoslezského kraje
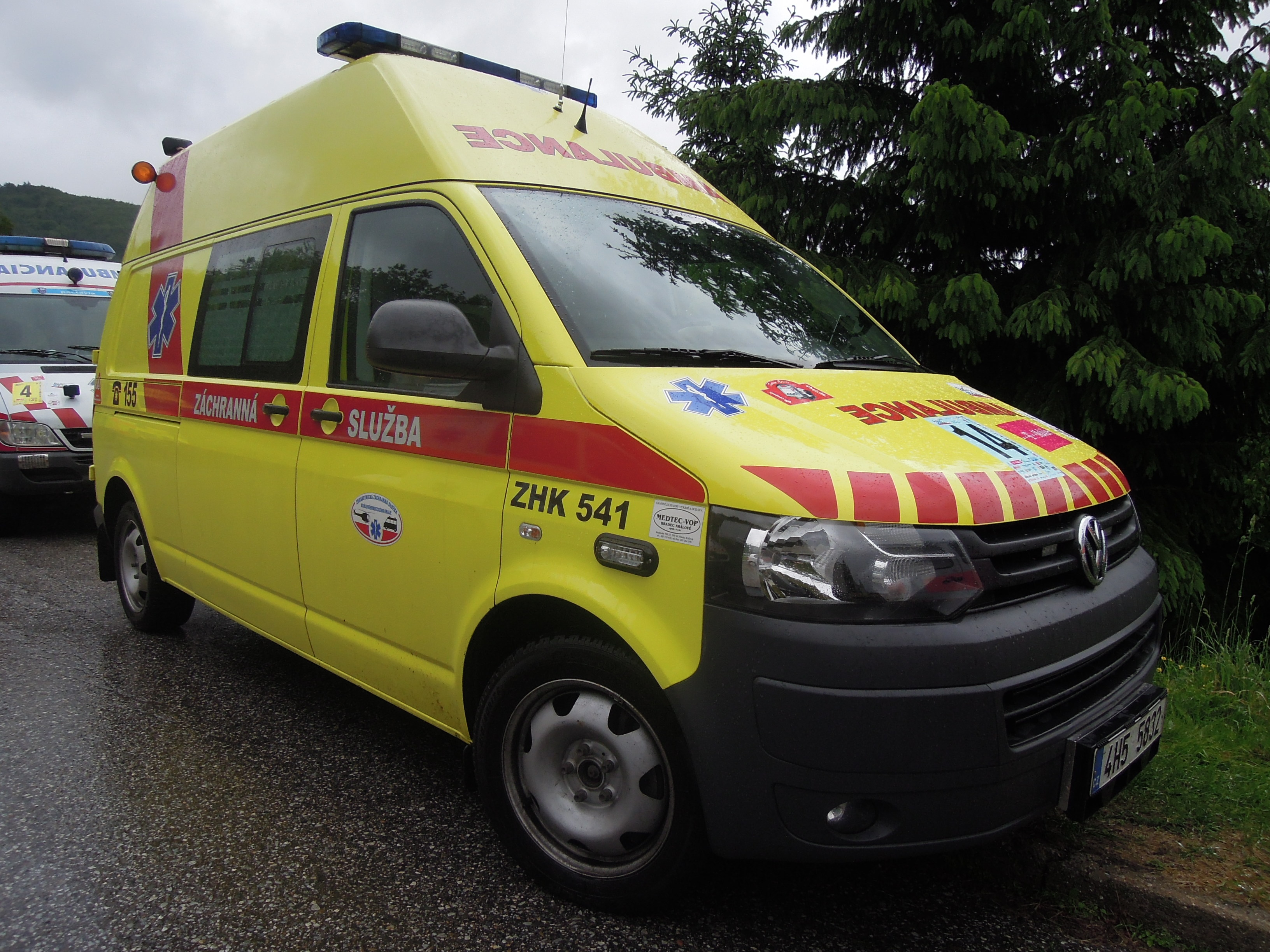
Volkswagen Transporter T5 Zdravotnické záchranné služby Královéhradeckého kraje pro výjezdy v režimech RLP a RZP
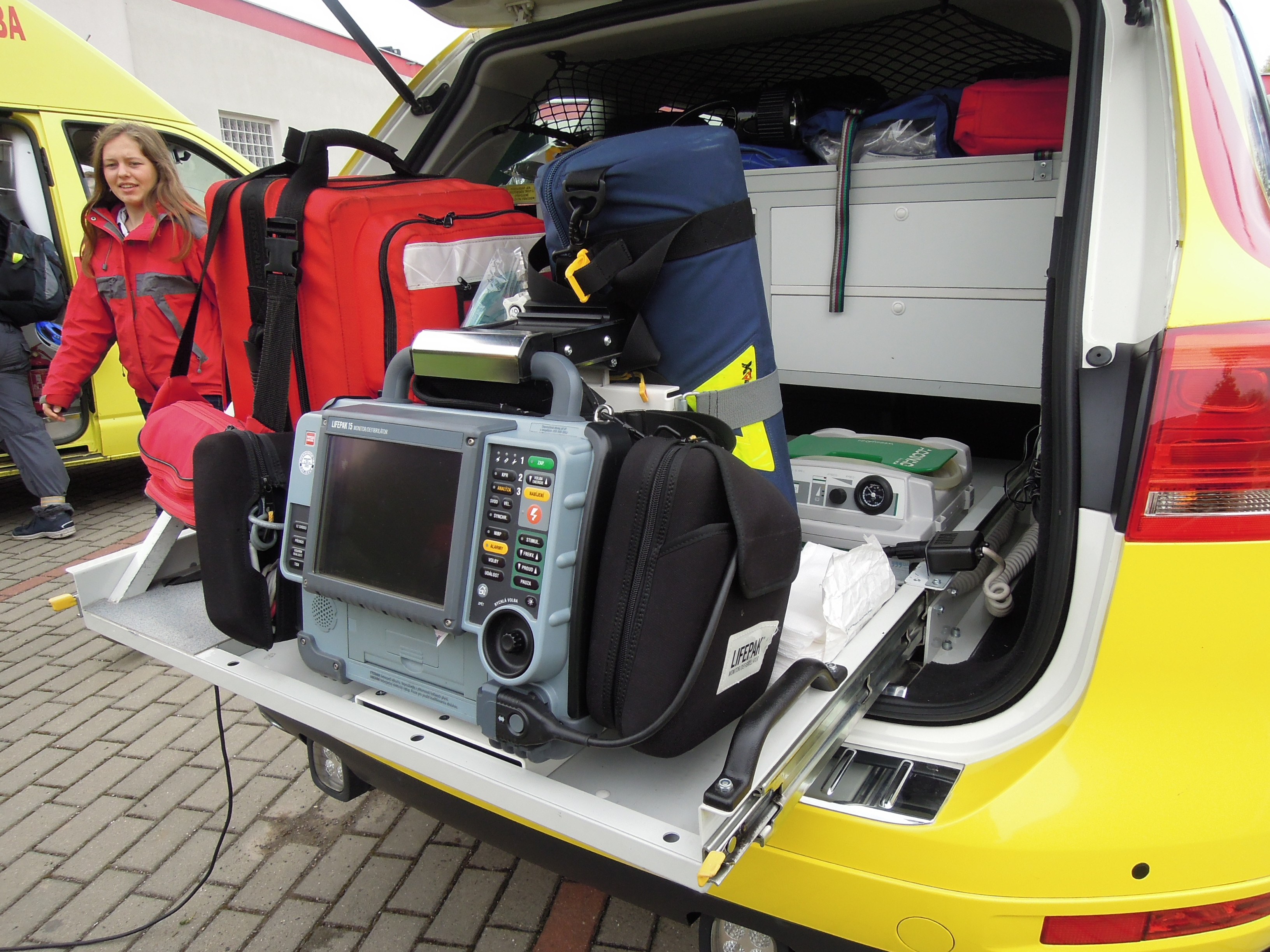
Zdravotnická zástavba sanitního vozidla pro výjezdy v režimu rychlá lékařská pomoc v systému Rendez-Vous